# 七戸龍
七戸 龍（しちのへ りゅう、1988年10月14日 - ）は、沖縄県出身の日本の柔道家。階級は100kg超級。身長193cm、体重120kg。段位は五段。血液型はA型。組み手は右組み。得意技は大内刈。現在は九州電力所属。フルコンタクト空手の一般社団法人極真会館（全日本極真連合会）理事長の七戸康博を父に、ベルギー出身の七戸ベラを母に、100kg級で活躍している七戸虎を弟に持つ。

## 経歴
父親は空手で活躍していたが、「空手でなくても好きなことをやりなさい」とアドバイスされて小学校2年の時に柔道を始めた。空手も習っていたものの、上山中学に進むと空手部がなかったことから柔道一本に絞ることになった。那覇西高校2年の時にはインターハイ100kg級で準決勝まで進むが、埼玉栄高校の小林大輔に合技で敗れて3位だった。3年の時にも準決勝まで進むが、東海大相模高校1年の高木海帆に有効で敗れて2年連続3位に終わった。福岡大学に進学して階級を100kg超級に上げると、学生体重別では2年、3年とベスト8になり、4年の時には優勝を飾った。
2011年に九州電力に入社すると、4月には全日本選手権に初出場するも準々決勝で国士舘大学教員の鈴木桂治に0-3の判定で敗れた。11月の講道館杯では3位となった。一方、国際大会では6月の東アジア選手権で国際大会初優勝を飾った（この大会はランキングポイント対象外の大会）。9月のワールドカップ・ウランバートルでは3位だった。その後に出場したグランプリ・アブダビ、ワールドカップ・チェジュ、グランドスラム・東京では早々と敗れてランキングポイントを稼ぐことが出来なかった。
2012年の全日本選手権では3回戦で旭化成の百瀬優に判定で敗れた。選抜体重別では決勝で京葉ガスの上川大樹を大外刈で破って初優勝を果たした。しかし、オリンピック出場資格を満たす世界ランキング上位22位以内に入っていなかったためにロンドンオリンピック代表には選出されなかった。
2013年4月の全日本選手権では3回戦で警視庁の棟田康幸に1-2と僅差の判定で敗れた。5月の体重別では前年に引き続き決勝で上川を破ったのを始め、オール一本勝ちで2連覇を達成して世界選手権代表に選ばれた。世界選手権では準々決勝で地元ブラジルのラファエル・シルバに大外刈で敗れるなどして7位にとどまり、メダル獲得はならなかった。団体戦では3位になった。12月のグランドスラム・東京では、準決勝で韓国の金成民に敗れると、3位決定戦でも日本大学3年の原沢久喜に反則負けを喫して5位にとどまった。
2014年2月のグランドスラム・パリでは決勝でブラジルのダビド・モウラを開始早々の内股で破るなど、オール一本勝ちで優勝を飾った。4月の体重別では決勝で上川から先に有効を取るが、終了間際に技ありで逆転負けを喫して3連覇はならなかった。続く全日本選手権では、準々決勝で旭化成の西潟健太から有効2つを取りながら、袈裟固で逆転負けを喫して5位に終わった。しかしながら、上川とともに世界選手権代表には選出された。8月の世界選手権では準決勝でモウラに技ありを先取されるが取り返すと、その後再び技ありを取って合技で逆転勝ちした。決勝ではフランスのテディ・リネールと対戦すると、先に指導3まで取られるが、終了40秒前に大内刈でリネールを大きく崩すもポイントと判断されず結局敗れたが、2位となり銀メダルを獲得した。なお、男子100kg超級では2005年の棟田康幸以来9年ぶりのメダル獲得となった。世界団体決勝では地元のロシアと対戦すると、2-2になった場面で一本勝ちしてチームの優勝を決定付けた。12月のグランドスラム・東京では準決勝でロシアのレナート・サイドフに腕挫十字固で敗れるなどして、前年に続いて5位に終わった。
2015年2月のグランプリ・デュッセルドルフでは準決勝まで全て一本勝ちすると、決勝でも東海大学4年の王子谷剛志を指導3で破って優勝した。4月の体重別では準決勝で西潟に指導3で敗れて3位に終わった。これで西潟には5戦5敗となった。続く全日本選手権では準々決勝で上川を開始早々の大内刈で下すと、準決勝ではこれまで苦手にしていた西潟を小外刈で6度目の対戦にして初めて破るも、決勝ではJRAの原沢に有効で敗れて2位にとどまった。しかし実績で世界選手権代表には選ばれた。5月のワールドマスターズでは準決勝でリネールに大外刈で敗れて3位だった。8月の世界選手権では昨年に続いて決勝まで勝ち上がるも、リネールから技ありと有効を取られて2位にとどまり、2年連続の銀メダルに終わった。12月のグランドスラム・東京では決勝で原沢にGSに入ってから反則負けを喫して2位に終わった。
2016年2月のグランドスラム・パリでは準決勝でイスラエルのオル・サッソンに有効を先取した直後に背負投で逆転負けを喫した。3位決定戦でもオランダのロイ・メイヤーに大内刈の有効で敗れて5位に終わった。4月の選抜体重別では決勝で原沢に内股の有効で敗れて2位に終わった。続く全日本選手権は五輪への一縷の望みをかけて挑んだが、準決勝で今まで負けたことのなかった旭化成の王子谷剛志に大外巻込で敗れてリオデジャネイロオリンピック代表は夢に散った。試合後に七戸は、「日本の重量級は確実にレベルアップしていると思っているんで、その中で自分が1番手であり続けたかったです」とコメントした。11月の講道館杯では3回戦で東海大学1年の太田彪雅から有効を先取するも、終盤に立て続けに指導を取られて反則負けを喫した。12月のグランドスラム・東京では準決勝で東海大学3年の影浦心から指導2をリードしながら、終盤に有効を取られて敗れ3位だった。
2017年2月のグランドスラム・パリではオール一本勝ちで決勝まで進むが、王子谷に反則負けを喫して2位だった。4月の体重別では初戦で太田に反則負けを喫した。全日本選手権では準々決勝で旭化成の垣田恭兵を腕挫十字固で破るも、準決勝では昨年に続く対戦となった王子谷に縦四方固で敗れて3位だった。5月のアジア選手権の個人戦では決勝で金成民にGSに入ってから技ありを取られて2位に終わった。団体戦でも準決勝で韓国と対戦して、金成民に技ありで敗れてチームも3位にとどまった。
12度目の出場となった2023年4月の全日本選手権では、初戦でパーク24の小川雄勢に反則負けした。その直後に現役引退を表明した。

## 戦績
100kg級での戦績
- 2005年 - インターハイ 3位
- 2006年 - インターハイ 3位
- 2007年 - ドイツジュニア国際 3位

100kg超級での戦績
- 2008年 - 学生体重別 5位
- 2009年 - 学生体重別 5位
- 2010年 - 学生体重別 優勝
- 2011年 - 全日本選手権 5位
- 2011年 - 東アジア選手権 個人戦 優勝 団体戦 優勝
- 2011年 - ワールドカップ・ウランバートル 3位
- 2011年 - 講道館杯 3位
- 2012年 - 選抜体重別 優勝
- 2012年 - 世界団体 2位
- 2012年 - グランドスラム・東京 3位
- 2013年 - ヨーロッパオープン・トビリシ 3位
- 2013年 - グランドスラム・パリ 3位
- 2013年 - 選抜体重別 優勝
- 2013年 - 世界選手権 個人戦 7位 団体戦 3位
- 2013年 - グランドスラム・東京 5位
- 2014年 - グランドスラム・パリ 優勝
- 2014年 - 選抜体重別 2位
- 2014年 - 全日本選手権 5位
- 2014年 - グランプリ・ウランバートル 優勝
- 2014年 - 世界選手権 2位
- 2014年 - 世界団体 優勝
- 2014年 - グランドスラム・東京 5位
- 2015年 - グランプリ・デュッセルドルフ 優勝
- 2015年 - 選抜体重別 3位
- 2015年 -  全日本選手権 2位
- 2015年 - ワールドマスターズ 3位
- 2015年 - 世界選手権 2位
- 2015年 -　グランドスラム・東京 2位
- 2016年 -　グランドスラム・パリ 5位
- 2016年 - 選抜体重別 2位
- 2016年 -  全日本選手権 3位
- 2016年 -　グランドスラム・東京 3位
- 2017年 -　グランドスラム・パリ 2位
- 2017年 -　全日本選手権 3位
- 2017年 -　アジア選手権 個人戦 2位 団体戦 3位
- 2018年 -　講道館杯 5位

（出典、JudoInside.com）